# 科尔特-德弗拉蒂
科尔特-德弗拉蒂（義大利語：Corte de' Frati），是意大利克雷莫纳省的一个市镇。总面积20平方公里，人口1446人，人口密度72.3人/平方公里（2009年）。国家统计（ISTAT）代码为019033。